# Redenção da Serra
Redenção da Serra – miasto i gmina w Brazylii, w stanie São Paulo. Znajduje się w mezoregionie Vale do Paraíba Paulista i mikroregionie Paraibuna e Paraitinga.